# Замок Льюис
Замок Льюис (англ. Lewes Castle) — средневековый замок в городе Льюис в Восточном Суссексе, Англия . Он занимает доминирующее положение над долиной реки Уз, в которых располагаются города Льюис и Клифф. Замок стоит на насыпном холме к северу от главной улицы Льюиса. Построен из местного известняка и кремня.

## История
Замок построен по популярному в раннем средневековье принципу мотта и бэйли, однако имеет сразу два мотта (искусственных возвышения с донжоном). В Англии существует всего два подобных замка, второй — замок Линкольна .
Первый мотт, известный как Брак, был завершен вскоре после завершения нормандского завоевания Англии в 1066 году, а второй, известный как Цитадель (The Keep), был завершен в конце XI века. Оба укрепления были построены Уильямом де Варенном, первым графом Суррея.
В 1264 году в замке перед решающей битве при Льюисе останавливался король Англии Генрих III. В результате сражения король и его сын Эдуард были захвачены в плен. Это фактически положило начало парламентской монархии в Британии.
В XIII веке были построены оборонительные башни, а в XIV веке — ворота-барбикан.
Последним из Вареннов, Джон де Варенн, 7-й граф Суррея, умер в 1347 году, он был похоронен в аббатстве Льюиса . Его титул перешёл к его племяннику Ричарду Фицалану, 10-му графу Арунделу .
С 1850 года замок был арендован Сассексским археологическим обществом, а в 1922 году был приобретен Чарльзом Томасом-Стэнфордом и подарен Сассексскому археологическому обществу.